# Cuesta

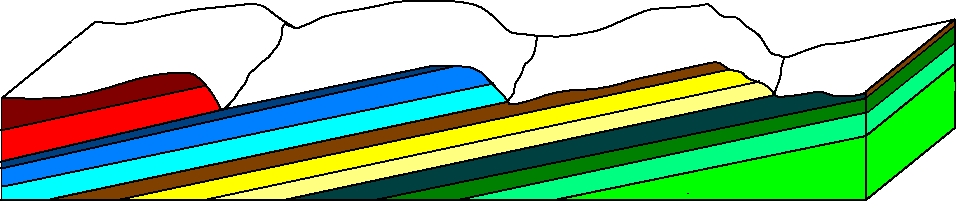
Sezione schematica di tre cuesta, con la pendenza più dolce volta a sinistra e le rocce più dure evidenziate dai colori scuri.

La cuesta (in spagnolo, costa di un monte) è uno stile morfotettonico proprio delle formazioni monoclinali delle dorsali collinari parallele fra di loro, caratterizzato da un profilo asimmetrico, con un versante debolmente inclinato e uno con pendenza molto ripida.

## Caratteristiche
Nella cuesta il versante meno inclinato (denominato "versante di faccia" e più tecnicamente a "franapoggio") è costituito da una superficie litostrutturale, la cui pendenza corrisponde all'inclinazione degli strati che lo costituiscono.

Il versante opposto, più ripido,  (denominato "versante di testata" o a "reggipoggio") è invece caratterizzato dalle teste di strato, le quali, sottoposte ad erosione selettiva, garantiscono appunto una inclinazione maggiore del versante.
La litologia sottostante è solitamente costituita da stratificazioni sedimentarie a diversa resistenza all'erosione da parte di agenti atmosferici quali il vento e l'acqua. Quando questo tipo di morfologia non è limitato ad una sola collina ma si ripete più volte (cuestas), si può osservare il tipico profilo a "denti di sega" in cui le creste sono costituite dagli strati a maggior resistenza.